# Maano Ramutsindela
Maano Ramutsindela ist ein südafrikanischer Geograph und Professor am Department of Environmental and Geographical Science der University of Cape Town. 
Maano Ramutsindela erwarb seinen Master an der University of the North (Turfloop) und erlangte einen PhD in Geographie an der Royal Holloway, University of London. 2001 ging er an das Department of Environmental & Geographical Science der University of Cape Town. Während seiner Zeit dort entdeckte er sein Interesse für Themen der Humangeographie, speziell zu soziopolitischen und Entwicklungsfragen sowie Weltökonomie. In seiner Forschung spezialisierte er sich dann auf die Politische Geographie und Politische Ökologie.

## Publikationen

### Monographien
- Brant McCusker,  William G. Moseley, Maano Ramutsindela: Land Reform in South Africa: Uneven Transformation. Rowman & Littlefield, Lanham 2016 ISBN 978-1-4422-0716-5[5]
- Maano Ramutsindela, Marja Spierenburg, Harry Wels: Sponsoring Nature: Environmental Philanthropy for Conservation. Earthscan/Routledge, London, Washington DC 2011[6]
- Maano Ramutsindela: Transfrontier Conservation in Africa: At the Confluence of Capital, Politics and Nature. CABI, Wallingford UK, Cambridge MA, 2007
- Maano Ramutsindela: Parks and People in Postcolonial Societies: Experiences in Southern Africa. Kluwer Academic Publishers, Dordrecht, Boston 2004.